# Phanna Nikhom (huyện)
Phanna Nikhom (tiếng Thái: พรรณนานิคม) là một huyện (amphoe) của tỉnh Sakon Nakhon, Thái Lan.

## Địa lý
Các huyện giáp ranh (từ phía đông theo chiều kim đồng hồ) là: Mueang Sakon Nakhon, Kut Bak, Nikhom Nam Un, Waritchaphum, Phang Khon, Wanon Niwat và Akat Amnuai của tỉnh Sakon Nakhon, và Na Wa của tỉnh Nakhon Phanom.

## Lịch sử
Khu vực này ban đầu là Ban Phang Phrao (บ้านพังพร้าว), đã được đổi tên thành Phanna Nikhom và lập huyện năm 1902.

## Hành chính
Huyện này được chia thành 10 phó huyện (tambon), các đơn vị này lại được chia ra thành 123 làng (muban). Phanna Nikhom là một thị trấn (thesaban tambon) nằm trên một phần của tambon Phanna. Có 10 Tổ chức hành chính tambon.
| STT. | Tên         | Tên Thái | Số làng | Dân số |  |
| ---- | ----------- | -------- | ------- | ------ |  |
| 1.   | Phanna      | พรรณา    | 11      | 8.636  |  |
| 2.   | Wang Yang   | วังยาง    | 10      | 8.044  |  |
| 3.   | Phok Noi    | พอกน้อย   | 11      | 8.737  |  |
| 4.   | Na Hua Bo   | นาหัวบ่อ   | 15      | 10.232 |  |
| 5.   | Rai         | ไร่       | 15      | 9.268  |  |
| 6.   | Chang Ming  | ช้างมิ่ง    | 18      | 9.112  |  |
| 7.   | Na Nai      | นาใน     | 11      | 7.385  |  |
| 8.   | Sawang      | สว่าง     | 12      | 6.962  |  |
| 9.   | Ba Hi       | บะฮี      | 10      | 6.152  |  |
| 10.  | Choeng Chum | เชิงชุม    | 10      | 4.979  |  |